# Iglesia de San Juan Bautista (Huecas)
La iglesia de San Juan Bautista es un inmueble de la localidad española de Huecas, en la provincia de Toledo.

## Descripción
El edificio está situado en un cerro, en medio de una explanada, y se encuentra bajo la advocación de San Juan Bautista. Su construcción se remonta hasta el siglo XVI, del que data por ejemplo la capilla mayor, y alcanza el siglo XIX. Aparece descrita en el noveno volumen del Diccionario geográfico-estadístico-histórico de España y sus posesiones de Ultramar de Pascual Madoz, en la entrada correspondiente a Huecas, de la siguiente manera:

y en los afueras al N. en un gran cerro aislado la igl. parr., dedicada á San Juan Bautista, con curato de 2.º ascenso y provision ordinaria: el edificio se halla en medio de una esplanada cercada de parapeto, que presenta el aspecto de un cast.; es de una sola nave con 72 pies de long., 28 de lat. y 46 de altura; á su inmediacion se halla el cementerio.
(Madoz, 1847, p. 256)

Su retablo mayor fue restaurado entre 2011 y 2012.